# Мицубиши А6М
Мицубиши А6М (познатији као Зеро, Зик, Зеро-сен, Реисен, Реи-сен) је био јапански једносједи ловац из периода Другог свјетског рата, којег је прозводила фабрика Мицубиши.
Један од најбољих морнаричких ловаца почетка Другог свјетског рата, одликовао се одличном покретљивошћу, добрим наоружањем, и изванредним долетом. Ове добре особине су му омогућиле да лако надвлада другоразредне ловце САД, Уједињеног Краљевства и Холандије на Пацифичком ратишту крајем 1941. и почетком 1942. године. Заједно са армијским ловцем Накаџима Ки-43 Хајабуса, чинили су већину бројчане снаге ловаца Јапанског царства почетком Другог светског рата.
Међутим, временом су Зерове лоше особине дошле до изражаја: недостатак оклопне заштите и слаб мотор. То су Американци ускоро открили и почели да користе, уводећи поступке који су забрањивали маневарску борбу са ловцима Зеро и користили бољу оклопну заштиту и брзину обрушавања својих авиона. Кад су се појавили нови амерички ловци  хелкет, Ф4У Корсер и П-38 Лајтнинг, са моторима снаге скоро два пута јачим од мотора Зероа, Зерои су изгубили статус равноправног ловачког авиона. При крају рата, све више су кориштени као камиказе-авиони за нападе на америчке бродове, заједно са другим застарјелим јапанским авионима.

## Развој
Развој је почео чим се Мицубиши А5М „Клод“, претходник авиона Зеро, почео уводити у наоружање 1937. Јапанска морнарица је поставила изузетно високе захтјеве: покретљивост као А5М или боља, брзина 500 km/h, брзина пењања око 900 m/мин, наоружање 2 топа 20 mm и 2 митрањеза 7.7 mm, а могућност останка у ваздуху до 8 часова.
Фабрика Накаџима се повукла из процеса дизајнирања свог ловца, јер се сматрало да је те услове немогуће испунити са тада доступним моторима. 
Џиро Хорикоши из фабрике Мицубиши је пажљиво проучио захтјеве, и дошао до закључка да је могуће испунити захтјеве морнарице, али само ако се тежина авиона сведе на минимум. Дизајнирао је авион од специјалне легуре алуминијума, и одлучио да не угради оклоп за мотор и пилота. Самозаптивајући резервоари за гориво нису кориштени, иако су постали уобичајени код свих страних ловаца тог доба.
Са тим компромисима, ловац А6М1 је успио и да престигне захтјеве морнарице, са изванредном покретљивошћу и брзином пењања. Први лет је био 1. априла 1939.

## Увођење у употребу
Авиони прве серије су послати у Кину, у којој је трајао Други кинеско-јапански рат од 1937. године. Авиони Зеро су слати у борбе против кинеских авиона совјетске производње Поликарпов И-15, И-16, и И-153, и показали су се одлично. У једној борби су, по јапанским подацима, оборена 22 непријатељска ловца без иједног губитка А6М. Послије ових извјештаја, морнарица није губила вријеме у наручивању ловца Зеро.
Слиједили су А6М2 ловци са мотором Сакае 12 од 950 КС. Са овом верзијом Јапан је опремио све носаче авиона до краја 1941, и била је у употреби приликом јапанског напада на САД у Перл Харбору, освајања Индокине и Бурме, Филипина и острва Пацифика крајем 1941. и почетком 1942.

## У борби
Због одличних карактеристика и погрешног мишљења западних савезника да Јапан није у стању да створи прворазредне авионе, Зеро је био прави шок за САД и В. Британију. Томе је погодовало и базирање претежно другокласних ловаца савезника на Пацифичком подручју, и изненадни јапански напад.
Ловци са којима се Зеро првобитно сукобљавао су укључивали моделе Бревстер Бафало (САД, Холандија), Хокер харикен (В. Брит.), F4F вајлдкет, П-36, П-39 Еракобра и П-40 Ворхок (сви ловци САД). Све ове ловце је Зеро надмашивао у покретљивости и брзини пењања, а већину и у наоружању и брзини лета. Обука јапанских пилота са почетка Другог светског рата је била врло строга, морал висок, и код шароликих снага дезоријентисаних непријатеља Зерои су брзо стекли ореол непобједивости. Осим носача авиона, базирали су и на копненим аеродромима, поготово на пацифичким острвима, и својим долетом омогућавали нападе на противника далеког преко 1000 km и праћење бомбардера.
Американци су послије почетног шока, почели да истражују слабе тачке авиона А6М. Имали су срећу да је један скоро неоштећен Зеро извршио принудно слијетање на острво у Алеутском архипелагу. Послије летних тестова и прегледа авиона, утврђене су слабе тачке - од којих је најизразитија била изузетна рањивост авиона због одсуства оклопа и недостатка самозаптивајућих резервоара за гориво.
Развијена је сљедећа тактика (енг. „boom and zoom“): вертикални маневар - обрушавање на Зеро великом брзином са висине и гађање. Ако би погодак био постигнут, Зеро би обично био уништен због лагане конструкције, ако не - што брже удаљавање највећом брзином у обрушавању. Нарочито је забрањено било какво маневрисање у хоризонтали, јер је ту Зеро био много бољи од америчких ловаца.
Овом тактиком, тежи амерички ловци су негирали предност противника у покретљивости, а користили своје предности - већу брзину обрушавања и бољу заштиту авиона.
Да би поново преузели иницијативу, Јапанци приступају модификацији Зероа. Распон крила је смањен, појачан је мотор на 1100 КС (Сакае 21), брзина је порасла на 565 km/h. Дозвољена брзина обрушавања
је тиме исто повећана, и нова верзија се уводи у наоружање под ознаком А6М5.
Међутим, 1943. година доноси увођење у употребу америчких ловаца F6F хелкет, Ф4У Корсер, и П-38 Лајтнинг. Њихова брзина је од 600-660 km/h, а мотори једномотораца имају скоро двоструко јачу снагу од мотора Зероа. Ово омогућује појачано наоружање, носивост и побољшану покретљивост америчких ловаца, којима управљају све бољи пилоти. Све је ово довело до ситуације да је Зеро, од „непобједивог“ ловца, дошао до статуса другоразредног ловца.
Ово се одразило и на стварну ситуацију у ваздуху, гдје су губици јединица наоружаних Зероима стално расли. При крају рата све више се користе за камиказе нападе са бомбама од 250 kg испод трупа. Пет А6М5 у улози камиказа потапају носач авиона Сент Ло и оштећују 3 друга 25. октобра 1944.

## Даљи развој
Током рата Џиро Хорикоши је стално тражио да му се одобри уграђивање мотора веће снаге у Зеро, али је то стално одбијано. Ипак, усавршавањем је створио А6М6 са Сакае 31 мотором појачаним убризгавањем воде и метанола, и А6М7 ловац-авион за обрушавање.
Кад му је коначно дозвољено да угради јачи мотор, створен је А6М8 Репу са мотором Кинсеи 62, чија производња није започела због краја рата на Пацифику.
Укупна производња свих верзија А6М ловца је била 10937 авиона.

## Карактеристике
- Мицубиши А6М2 Зеро
- Ловац
- Посада: Један пилот
- Први лет: 1. април 1939.
- Ушао у употребу: 1940.
- Произвођач: Мицубиши
- Димензије
  - Дужина: 9.06 m
  - Размах: 12.0 m
  - Висина: 2.92 m
  - Површина крила: ?
- Масе
  - Празан: 1680 Kg
  - Оптерећен: ? 
  - Максимална полетна маса: 2410
- Погонска група
  - Мотор: један, звјездасти, Накаџима НК1Ц Сакае, 925 КС, 14 цилиндара

## Перформансе
- Максимална брзина: А6М2 509 Km/h, А6М3 541 Km/h, А6М5ц, 6ц 570 Km/h, А6М8ц 580 Km/h, А6М2-Н 440 Km/h,
- Радијус дејства: А6М2 око 3110 Km са одбацивим резервоарима, А6М5 1920 Km са одбацивим резервоарима
- Оперативни плафон: А6М2 10300 m, А6М3 11050 m, А6М5ц, 6ц 11500 m, А6М8ц 12000 m, А6М2-Н 10000
- Брзина уздизања: А6М2, 3 1370 m у минути, А6М5, 6ц 960 m у минути

## Наоружање

### А6М2
- Стрељачко: 
  - 2 топа 20  Тип 99 у крилима, са 60 граната сваки, 2 митраљеза 7.7  Тип 97 у трупу испред кабине, са 500 метака сваки
- Бомбе:
  - двије од по 30

### А6М5a
- Стрељачко: 
  - 2 топа 20  Тип 99 у крилима, са 85 граната сваки, 2 митраљеза 7.7  Тип 97 у трупу испред кабине, са 500 метака сваки
- Бомбе:
  - двије од по 30 или 60

### А6М5b
Као А6М5а али један митраљез 7.7 mm замијењен са 12.7 mm

### А6М5ц и све касније верзије
- Стрељачко: 
  - 2 топа 20  Тип 99 у крилима, са 85 граната сваки, 2 митраљеза 13.2 mm Тип 97 у крилима, опционо још један 13.2 mm у трупу испред кабине
- Бомбе:
  - двије од по 30 или 60